# João Paulo Andrade
João Paulo Andrade, meglio noto come João Paulo (Leiria, 6 giugno 1981), è un ex calciatore portoghese, di ruolo difensore o centrocampista.

## Caratteristiche tecniche
Il suo ruolo è quello di difensore centrale, ma all'occorrenza può giocare anche come centrocampista difensivo.

## Palmarès

### Club

#### Competizioni nazionali
- Campionato portoghese: 2

Porto: 2006-2007, 2007-2008